# Opuntia phaeacantha
Opuntia phaeacantha Engelm., 1849 è una  pianta succulenta della famiglia delle Cactacee dai frutti commestibili.

## Distribuzione e habitat
È diffusa negli Stati Uniti (Kansas, Oklahoma, Colorado, Nuovo Messico, Texas, Arizona, California, Nevada e Utah) e nel Messico settentrionale (Chihuahua, Sonora).